# Чемпіонат світу з футболу 1954
Чемпіонат світу з футболу 1954 року — п'ятий чемпіонат світу серед чоловічих збірних команд з футболу, що проходив  з 16 червня по 4 липня 1954 року на полях Швейцарії. Увійшов в історію як найрезультативніша світова футбольна першість (у середньому забивалося по 5,38 голів за матч).
Перемогу в турнірі здобула збірна ФРН, ставши лише третім володарем титулу чемпіона світу, після збірних Уругваю та Італії, яки мали в активі по дві перемоги на проведених до того чотирьох мундіалях. 

## Країна-господар
Швейцарію було затверджено господаркою ЧС-1954 22 липня 1946 року на тому ж засіданні ФІФА у Люксембурзі, де Бразилії було доручене проведення ЧС-1950 року.

## Міста та стадіони
Матчі чемпіонату світу приймали шість стадіонів у шести швейцарських містах. Загалом було проведено 26 ігор, найбільша кількість з них (шість) відбулася на арені Санкт-Якоб у Базелі, а найменша (один) — на стадіоні Корнаредо в Лугано.
| Берн                                                                | Базель                                                              | Лозанна                                                               |
| ------------------------------------------------------------------- | ------------------------------------------------------------------- | --------------------------------------------------------------------- |
| Ванкдорф                                                            | Санкт-Якоб                                                          | Стад Олімпік де ла Понтез                                             |
| 46°57′46″ пн. ш. 7°27′54″ сх. д. / 46.96278° пн. ш. 7.46500° сх. д. | 47°32′29″ пн. ш. 7°37′12″ сх. д. / 47.54139° пн. ш. 7.62000° сх. д. | 46°32′00″ пн. ш. 006°37′27″ сх. д. / 46.53333° пн. ш. 6.62417° сх. д. |
| Місткість: 64 600                                                   | Місткість: 54 800                                                   | Місткість: 50 300                                                     |
|                                                                     |                                                                     |                                                                       |
| Женева Базель Берн Цюрих Лозанна Лугано                             |                                                                     |                                                                       |
| Женева                                                              | Лугано                                                              | Цюрих                                                                 |
| Стад-де-Шарміль                                                     | Корнаредо                                                           | Гардтурм                                                              |
| 46°12′33″ пн. ш. 6°07′06″ сх. д. / 46.2091° пн. ш. 6.1182° сх. д.   | 46°01′25″ пн. ш. 8°57′42″ сх. д. / 46.02361° пн. ш. 8.96167° сх. д. | 47°23′35″ пн. ш. 8°30′17″ сх. д. / 47.39306° пн. ш. 8.50472° сх. д.   |
| Місткість: 35 997                                                   | Місткість: 35 800                                                   | Місткість: 34 800                                                     |
|                                                                     |                                                                     |                                                                       |

## Кваліфікаційний раунд і учасники
Збірна-господар першості, Швейцарія, а також діючі чемпіони світу, уругвайці, автоматично отримали місце у фінальній частині турніру. Решта команд, які бажали взяти участь у ньому, мали подолати відбірковий раунд, в якому розігрувалися решта 14 путівок. З них 11 були відведені командам з Європи (включаючи збірні Єгипту, Туреччини та Ізраїлю), ще за два місця змагалися команди американського континенту, і одна путівка розігрувалася азійськими збірними.
До участі у відборі були допущені збірні Німеччини (ФРН) та Японії, які були відсторонені від участі у першому повоєнному чемпіонаті світу з політичних міркувань. Серед команд, що відмовилися від участі, була збірна Аргентини, яка пропускала третю поспіль першість світу з власної ініціативи.
За результатами кваліфікаційного раунду до фінальної частини ЧС-1954 неочікувано не змогли пробитися півфіналісти попереднього розіграшу турніру, збірні Швеції та Іспанії. Причому остання поступилася місцем на чемпіонаті світу турецьким футболістам через невдалий результати кидання жереба, після того як три матчі між цима командами не виявили сильнішого.
Серед команд, що кваліфікувалися, світова першість 1954 року стала першою для трьох команд — збірних Шотландії, Туреччини і Південної Кореї, при цьому перші дві з них мали можливість дебютувати на чемпіонатах світу ще 1950 року, проте того разу відмовилися від участі. А південнокорейці стали першими представниками повністю незалежної азійської країни, що грали на мундіалі.

### Команди-учасники
Учасниками фінальної частини чемпіонату світу стали 16 команд:
- Австрія
- Бельгія
- Бразилія
- Чехословаччина
- Англія
- Франція
- Угорщина
- Італія
- Південна Корея
- Мексика
- Шотландія
- Швейцарія (господарі)
- Туреччина
- Уругвай (діючі чемпіони)
- ФРН
- Югославія

## Формат
Після двох чемпіонатів світу (1934 і 1938), що проходили за олімпійською системою, і першості 1950 року, де команди змагалися за круговою системою у двох групових раундах, на ЧС-1954 повернулися до змішаної системи турніру, при якій на першому етапі, що проходив у групах, визначалися учасники етапу плей-оф, де змагання відбувалися вже за олімпійською системою.
Утім формат, обраний для першості 1954 року, все ж був по-своєму унікальним. Це стосувалося групового етапу змагання, де була реалізована не повна кругова система змагання, а різновид змагання між потенційно сильнішими (сіяними) і потенційно слабшими (несіяними) командами. 16 команд-учасниць турніру на першому його етапі розподілялися між чотирма групами, по чотири команди в кожній, при цьому у кожній групі було по дві сіяні і дві несіяні команди, а ігри проводилися лише між сіяною і несіяною командами. Таким чином кількість матчів у кожній групі обмежувалася чотирма, пара сіяних команд і пара несіяних команд між собою не грали. Іншою відмінною рисою турніру було застосування правила додаткового часу вже на груповому етапі — якщо в основний час гри у групі був зафіксований нічийний рахунок, то команди грали ще півгодини додаткового часу, і лише за рівності рахунку й після нього командам зараховували нічию.
«Сіяними» на груповій стадії стали Австрія, Англія, Бразилія, Угорщина, Італія, Туреччина, Уругвай і Франція. Поява серед потенційних фаворитів збірної Туреччини, яка ніколи до цього не грала у фінальних стадіях чемпіонатів світу, обумовлена тим, що сіяні команди визначалися ще до закінчення відбіркового турніру, і серед них мала б бути збірна Іспанії, яка врешті-решт не подолала відбір (після додаткового матчу і за жеребом) збірній Туреччини.
На груповому етапі за перемогу нараховувалися два очки і одне очко за нічию. Дві команди з кожної групи, що набрали найбільше очок, виходили до стадії плей-оф. У випадку рівності очок між першою і другою командами групи розподіл місць між ними визначався жеребом. У випадку ж рівності очок між другою і третьою командами групи другий учасник раунду плей-оф від цієї групи визначався додатковим матчем між цими командами.

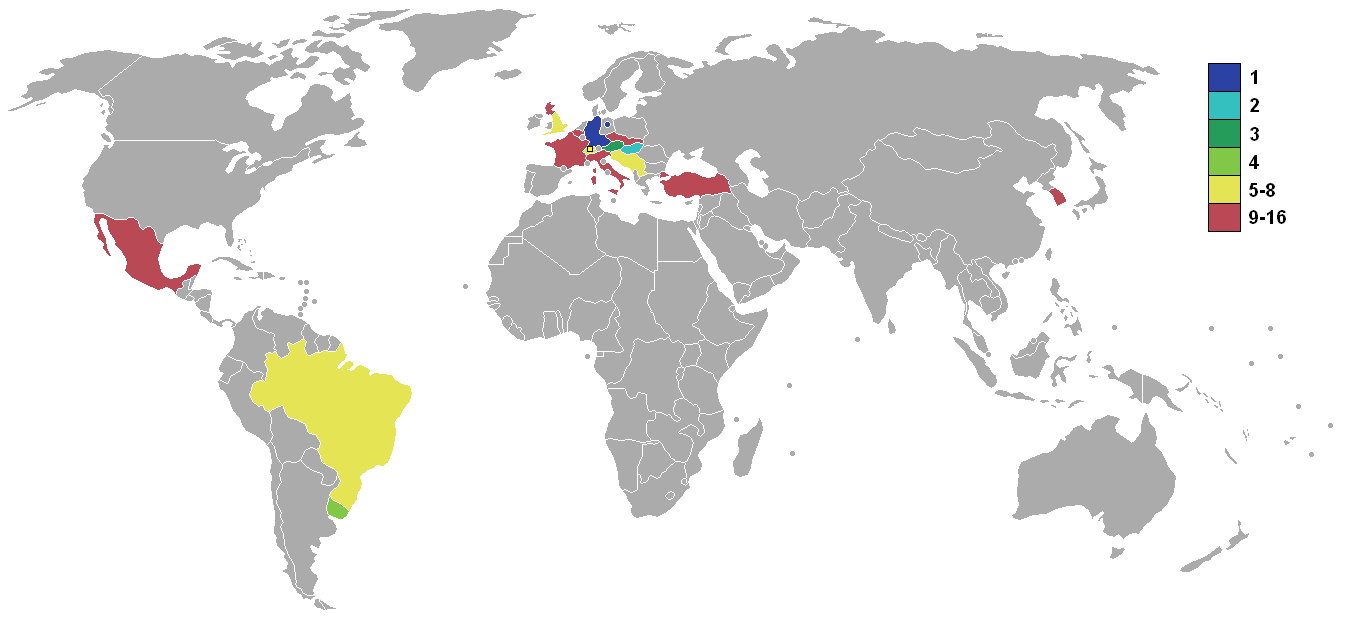
Учасники фінального турніру чемпіонату світу 1950 із зазначенням досягнутого прогресу

При цьому ситуація після проведення усіх матчів у двох групах вимагала витягання жереба для розподілу першого і другого місць між їх лідерами, а в решті двох групах команди, що посіли друге і третє місця, мали однакову кількість очок і проводили додаткову гру для визначення учасники раунду плей-оф. В обох випадках взяли гору і продовжили боротьбу команди, яких при жеребкуванні було визначено несіяними — збірні Швейцарії і ФРН, які здолали відповідно Італію і Туреччину.
Іншим нововведенням чемпіонату був принцип формування турнірної сітки раунду плей-оф, за яким команди, що посіли другі місця в групах, грали на стадіях чвертьфіналів і півфіналів між собою, аналогічним чином переможці груп також грали лише між собою і могли бути представлені у фіналі лише однією командою. На подальших чемпіонатах світу цей принцип був змінений, і команди, які посідали другі місця в групах, вже на першій стадії плей-оф зустрічалися з переможцями інших груп. Але на ЧС-1954 збірній Угорщини, яка посіла перше місце у своїй групі, на шляху до фіналу довелося грати з діючими віце-чемпіоном і чемпіоном світу – збірними Бразилії та Уругваю, а збірна ФРН, яка фінішувала на другому місці тієї ж групи, отримала значно легших суперників – збірні Югославії та Австрії.
На стадії плей-оф для визначення переможця у випадку нічиєї в основний час гри також призначався додатковий час, якщо ж і він не виявляв сильнішого, то передбачалася процедура витягання жереба. Виключенням була фінальна гра, для якої у випадку нічиєї в основний і додатковий час передбачалося перегравання, і лише за рівності голів в основний і додатковий час повторної гри чемпіона визначив би жереб. Утім стадія плей-оф обійшлася без перегравань і жереба, адже в усіх іграх переможець був визначений якщо не основний, то додатковий час.

## Груповий етап

### Група 1
| Поз | Команда   | І | В | Н | П | ГЗ | ГП | РГ | О | Кваліфікація            |
| --- | --------- | - | - | - | - | -- | -- | -- | - | ----------------------- |
| 1   | Бразилія  | 2 | 1 | 1 | 0 | 6  | 1  | +5 | 3 | Вихід до раунду плей-оф |
| 2   | Югославія | 2 | 1 | 1 | 0 | 2  | 1  | +1 | 3 | Вихід до раунду плей-оф |
| 3   | Франція   | 2 | 1 | 0 | 1 | 3  | 3  | 0  | 2 |                         |
| 4   | Мексика   | 2 | 0 | 0 | 2 | 2  | 8  | −6 | 0 |                         |

1. 1 2  Бразилія обійшла Югославію завдяки витяганню жереба.

#### Бразилія — Мексика
| 16 червня 1954 18:00 |

| Бразилія                                          | 5–0      | Мексика |
| ------------------------------------------------- | -------- | ------- |
| Балтазар 23' Діді 30' Пінга 34', 43' Жултньйо 69' | Протокол |         |

| Стад-де-Шарміль, Женева Глядачів: 13,470 Арбітр: Раймон Вісслінг (Швейцарія) |

#### Югославія — Франція
| 16 червня 1954 18:00 |

| Югославія       | 1–0      | Франція |
| --------------- | -------- | ------- |
| Милутинович 15' | Протокол |         |

| Стад Олімпік де ла Понтез, Лозанна Глядачів: 16,000 Арбітр: Бенджамін Гріффінтс (Уельс) |

#### Бразилія — Югославія
| 19 червня 1954 17:00 |

| Бразилія | 1–1 (д.ч.) | Югославія  |
| -------- | ---------- | ---------- |
| Діді 69' | Протокол   | Зебець 48' |

| Стад Олімпік де ла Понтез, Лозанна Глядачів: 24,637 Арбітр: Чарлі Фолтлесс (Шотландія) |

#### Франція — Мексика
| 19 червня 1954 17:10 |

| Франція                                      | 3–2      | Мексика                    |
| -------------------------------------------- | -------- | -------------------------- |
| Венсан 19' Карденас 46' (аг) Копа 88' (пен.) | Протокол | Ламадрід 54' Балькасар 85' |

| Стад-де-Шарміль, Женева Глядачів: 19,000 Арбітр: Мануель Асенсі (Іспанія) |

### Група 2
| Поз | Команда        | І | В | Н | П | ГЗ | ГП | РГ  | О | Кваліфікація            |
| --- | -------------- | - | - | - | - | -- | -- | --- | - | ----------------------- |
| 1   | Угорщина       | 2 | 2 | 0 | 0 | 17 | 3  | +14 | 4 | Вихід до раунду плей-оф |
| 2   | ФРН            | 2 | 1 | 0 | 1 | 7  | 9  | −2  | 2 | Вихід до раунду плей-оф |
| 3   | Туреччина      | 2 | 1 | 0 | 1 | 8  | 4  | +4  | 2 |                         |
| 4   | Південна Корея | 2 | 0 | 0 | 2 | 0  | 16 | −16 | 0 |                         |

1. 1 2  Друге місце було визначене шляхом проведення гри плей-оф між ФРН і Туреччиною (перемога західних німців 7:2).

#### ФРН — Туреччина
| 17 червня 1954 18:00 |

| ФРН                                           | 4–1      | Туреччина |
| --------------------------------------------- | -------- | --------- |
| Шефер 14' Клодт 52' О. Вальтер 60' Морлок 84' | Протокол | Суат 2'   |

| Ванкдорф, Берн Глядачів: 28,000 Арбітр: Жозе да Коста Віейра (Португалія) |

#### Угорщина — Південна Корея
| 17 червня 1954 18:00 |

| Угорщина                                                                  | 9–0      | Південна Корея |
| ------------------------------------------------------------------------- | -------- | -------------- |
| Пушкаш 12', 89' Лантош 18' Кочиш 24', 36', 50' Цибор 59' Палоташ 75', 83' | Протокол |                |

| Гардтурм, Цюрих Глядачів: 13,000 Арбітр: Раймон Вінсенті (Франція) |

#### Угорщина — ФРН
| 20 червня 1954 16:50 |

| Угорщина                                                         | 8–3      | ФРН                            |
| ---------------------------------------------------------------- | -------- | ------------------------------ |
| Кочиш 3', 21', 69', 78' Пушкаш 17' Хідегкуті 52', 54' Й. Тот 75' | Протокол | Пфафф 25' Ран 77' Геррманн 84' |

| Санкт-Якоб, Базель Глядачів: 56,000 Арбітр: Вільям Лінг (Англія) |

#### Туреччина — Південна Корея
| 20 червня 1954 17:00 |

| Туреччина                                              | 7–0      | Південна Корея |
| ------------------------------------------------------ | -------- | -------------- |
| Суат 10', 30' Лефтер 24' Бурхан 37', 64', 70' Ерол 76' | Протокол |                |

| Стад-де-Шарміль, Женева Глядачів: 3,541 Арбітр: Естебан Маріно (Уругвай) |

#### Плей-оф: ФРН — Туреччина
| 23 червня 1954 18:00 |

| ФРН                                                              | 7–2      | Туреччина              |
| ---------------------------------------------------------------- | -------- | ---------------------- |
| О. Вальтер 7' Шефер 12', 79' Морлок 30', 60', 77' Ф. Вальтер 62' | Протокол | Мустафа 21' Лефтер 82' |

| Гардтурм, Цюрих Глядачів: 17,000 Арбітр: Раймон Вінсенті (Франція) |

### Група 3
| Команда        | І | В | Н | П | Г+ | Г- | О | Кваліфікація            |
| -------------- | - | - | - | - | -- | -- | - | ----------------------- |
| Уругвай        | 2 | 2 | 0 | 0 | 9  | 0  | 4 | Вихід до раунду плей-оф |
| Австрія        | 2 | 2 | 0 | 0 | 6  | 0  | 4 | Вихід до раунду плей-оф |
| Чехословаччина | 2 | 0 | 0 | 2 | 0  | 7  | 0 |                         |
| Шотландія      | 2 | 0 | 0 | 2 | 0  | 8  | 0 |                         |

- Уругвай обійшов Австрію при розподілі місць за результатом жереба.

#### Уругвай — Чехословаччина
| 16 червня 1954 18:00 |

| Уругвай                 | 2–0      | Чехословаччина |
| ----------------------- | -------- | -------------- |
| Мігес 71' Скьяффіно 84' | Протокол |                |

| Ванкдорф, Берн Глядачів: 20,500 Арбітр: Артур Елліс (Англія) |

#### Австрія — Шотландія
| 16 червня 1954 18:00 |

| Австрія    | 1–0      | Шотландія |
| ---------- | -------- | --------- |
| Пробст 33' | Протокол |           |

| Гардтурм, Цюрих Глядачів: 25,000 Арбітр: Лоран Франкен (Бельгія) |

#### Уругвай — Шотландія
| 19 червня 1954 16:50 |

| Уругвай                                             | 7–0      | Шотландія |
| --------------------------------------------------- | -------- | --------- |
| Борхес 17', 47', 57' Мігес 30', 83' Аббаді 54', 85' | Протокол |           |

| Санкт-Якоб, Базель Глядачів: 34,000 Арбітр: Вінченцо Орландіні (Італія) |

#### Австрія — Чехословаччина
| 19 червня 1954 17:00 |

| Австрія                              | 5–0      | Чехословаччина |
| ------------------------------------ | -------- | -------------- |
| Стояспал 3', 65' Пробст 4', 21', 24' | Протокол |                |

| Гардтурм, Цюрих Глядачів: 26,000 Арбітр: Васа Стефанович (Югославія) |

### Група 4
| Поз | Команда   | І | В | Н | П | ГЗ | ГП | РГ | О | Кваліфікація            |
| --- | --------- | - | - | - | - | -- | -- | -- | - | ----------------------- |
| 1   | Англія    | 2 | 1 | 1 | 0 | 6  | 4  | +2 | 3 | Вихід до раунду плей-оф |
| 2   | Швейцарія | 2 | 1 | 0 | 1 | 2  | 3  | −1 | 2 | Вихід до раунду плей-оф |
| 3   | Італія    | 2 | 1 | 0 | 1 | 5  | 3  | +2 | 2 |                         |
| 4   | Бельгія   | 2 | 0 | 1 | 1 | 5  | 8  | −3 | 1 |                         |

1. 1 2  Друге місце було визначене шляхом проведення гри плей-оф між Швейцарією та Італією (перемога швейцарців 4:1).

#### Швейцарія — Італія
| 17 червня 1954 17:50 |

| Швейцарія             | 2–1      | Італія        |
| --------------------- | -------- | ------------- |
| Балламан 18' Гюгі 78' | Протокол | Боніперті 44' |

| Стад Олімпік де ла Понтез, Лозанна Глядачів: 40,749 Арбітр: Маріо Віанна (Бразилія) |

#### Англія — Бельгія
| 17 червня 1954 18:10 |

| Англія                            | 4–4      | Бельгія                                     |
| --------------------------------- | -------- | ------------------------------------------- |
| Бродіс 26', 63' Лофтгаус 36', 91' | Протокол | Ануль 5', 71' Коппенс 67' Дікінсон 94' (аг) |

| Санкт-Якоб, Базель Глядачів: 14,000 Арбітр: Еміль Шметцер (ФРН) |

#### Італія — Бельгія
| 20 червня 1954 17:00 |

| Італія                                                    | 4–1      | Бельгія   |
| --------------------------------------------------------- | -------- | --------- |
| Пандольфіні 41' (пен.) Галлі 48' Фріньяні 58' Лоренці 78' | Протокол | Ануль 81' |

| Корнаредо, Лугано Глядачів: 24,000 Арбітр: Карл Еріх Штайнер (Австрія) |

#### Англія — Швейцарія
| 20 червня 1954 17:10 |

| Англія               | 2–0      | Швейцарія |
| -------------------- | -------- | --------- |
| Маллен 43' Вілшо 69' | Протокол |           |

| Ванкдорф, Берн Глядачів: 43,119 Арбітр: Іштван Жолт (Угорщина) |

#### Плей-оф: Швейцарія — Італія
| 23 червня 1954 18:00 |

| Швейцарія                             | 4–1      | Італія    |
| ------------------------------------- | -------- | --------- |
| Гюгі 14', 85' Балламан 48' Фаттон 90' | Протокол | Несті 67' |

| Санкт-Якоб, Базель Глядачів: 28,655 Арбітр: Бенджамін Гріффітс (Уельс) |

## Раунд плей-оф

### Учасники
До раунду плей-оф виходили команди, що посіли перші два місця у своїх групах.
| Група | Переможці | Другі місця |
| ----- | --------- | ----------- |
| 1     | Бразилія  | Югославія   |
| 2     | Угорщина  | ФРН         |
| 3     | Уругвай   | Австрія     |
| 4     | Англія    | Швейцарія   |

### Турнірна піраміда
|  | Чвертьфінали        | Чвертьфінали        |                    |   | Півфінали | Півфінали |  |  | Фінал | Фінал |
|  |                     |                     |                    |   |           |           |  |  |       |       |
|  | 27 червня – Женева  |                     |                    |   |           |           |  |  |       |       |
|  |                     |                     |                    |   |           |           |  |  |       |       |
|  | ФРН                 | 2                   |                    |   |           |           |  |  |       |       |
|  | ФРН                 | 2                   | 30 червня – Базель |   |           |           |  |  |       |       |
|  | Югославія           | 0                   |                    |   |           |           |  |  |       |       |
|  | Югославія           | 0                   | ФРН                | 6 |           |           |  |  |       |       |
|  | 26 червня – Лозанна |                     | ФРН                | 6 |           |           |  |  |       |       |
|  |                     | Австрія             | 1                  |   |           |           |  |  |       |       |
|  | Австрія             | Австрія             | 1                  | 7 |           |           |  |  |       |       |
|  | Австрія             |                     | 4 липня – Берн     | 7 |           |           |  |  |       |       |
|  | Швейцарія           | 5                   |                    |   |           |           |  |  |       |       |
|  | Швейцарія           | 5                   | ФРН                | 3 |           |           |  |  |       |       |
|  | 27 червня – Берн    |                     | ФРН                | 3 |           |           |  |  |       |       |
|  |                     | Угорщина            | 2                  |   |           |           |  |  |       |       |
|  | Угорщина            | Угорщина            | 2                  | 4 |           |           |  |  |       |       |
|  | Угорщина            | 30 червня – Лозанна |                    | 4 |           |           |  |  |       |       |
|  | Бразилія            | 2                   |                    |   |           |           |  |  |       |       |
|  | Бразилія            | 2                   | Угорщина (д.т.)    | 4 |           |           |  |  |       |       |
|  | 26 червня – Базель  |                     | Угорщина (д.т.)    | 4 |           |           |  |  |       |       |
|  |                     | Уругвай             | 2                  |   |           |           |  |  |       |       |
|  | Уругвай             | Уругвай             | 2                  | 4 |           |           |  |  |       |       |
|  | Уругвай             |                     |                    | 4 |           |           |  |  |       |       |
|  | Англія              | 2                   |                    |   |           |           |  |  |       |       |
|  | Англія              | 2                   |                    |   |           |           |  |  |       |       |

### Чвертьфінали

#### Австрія — Швейцарія
| 26 червня 1954 17:00 CET |

| Австрія                                                       | 7–5      | Швейцарія                            |
| ------------------------------------------------------------- | -------- | ------------------------------------ |
| Вагнер 25', 27', 53' А. Кернер 26', 34' Оцвірк 32' Пробст 76' | Протокол | Балламан 16', 39' Гюгі 17', 19', 60' |

| Стад Олімпік де ла Понтез, Лозанна Глядачів: 30,340 Арбітр: Чарлі Фолтлесс (Шотландія) |

|                  |    |                   |  |
|                  |    |                   |  |
| ВР               | 1  | Курт Шмід         |  |
| ЗХ               | 2  | Герхард Ганаппі   |  |
| ЗХ               | 4  | Леопольд Баршандт |  |
| ЗХ               | 5  | Ернст Оцвірк (к)  |  |
| ПЗ               | 3  | Ернст Гаппель     |  |
| ПЗ               | 6  | Karl Koller       |  |
| ПЗ               | 10 | Еріх Пробст       |  |
| НП               | 9  | Теодор Вагнер     |  |
| НП               | 11 | Альфред Кернер    |  |
| НП               | 21 | Ернст Стояспал    |  |
| НП               | 7  | Роберт Кернер     |  |
| Головний тренер: |    |                   |  |
| Вальтер Науш     |    |                   |  |

|                  |    |                 |  |
|                  |    |                 |  |
| ВР               | 2  | Ежен Парльє     |  |
| ЗХ               | 7  | Андре Нері      |  |
| ЗХ               | 14 | Віллі Кернен    |  |
| ЗХ               | 10 | Олівер Еггіманн |  |
| ПЗ               | 4  | Роже Боке (к)   |  |
| ПЗ               | 9  | Шарль Казалі    |  |
| НП               | 15 | Шарль Антенен   |  |
| НП               | 22 | Роже Фонлантен  |  |
| НП               | 18 | Йозеф Гюгі      |  |
| НП               | 16 | Робер Балламан  |  |
| НП               | 17 | Жак Фаттон      |  |
| Головний тренер: |    |                 |  |
| Карл Раппан      |    |                 |  |

#### Уругвай — Англія
| 26 червня 1954 17:00 CET |

| Уругвай                                        | 4–2      | Англія                 |
| ---------------------------------------------- | -------- | ---------------------- |
| Борхес 5' Варела 39' Скьяффіно 46' Амбройс 78' | Протокол | Лофтгаус 16' Фінні 67' |

| Санкт-Якоб, Базель Глядачів: 28,000 Арбітр: Карл Еріх Штайнер (Австрія) |

#### ФРН — Югославія
| 27 червня 1954 17:00 CET |

| ФРН                    | 2–0      | Югославія |
| ---------------------- | -------- | --------- |
| Хорват 9' (аг) Ран 85' | Протокол |           |

| Стад-де-Шарміль, Женева Глядачів: 17,000 Арбітр: Іштван Жолт (Угорщина) |

#### Угорщина — Бразилія
| 27 червня 1954 17:00 CET |

| Угорщина                                     | 4–2      | Бразилія                              |
| -------------------------------------------- | -------- | ------------------------------------- |
| Хідегкуті 4' Кочиш 7', 88' Лантош 60' (пен.) | Протокол | Джалма Сантус 18' (пен.) Жуліньйо 65' |

| Ванкдорф, Берн Глядачів: 40,000 Арбітр: Артур Елліс (Англія) |

| ВР               | 1  | Дьюла Грошич     |     |
| ЗХ               | 2  | Єне Бузанскі     |     |
| ПЗ               | 3  | Дьюла Лорант     |     |
| ЗХ               | 4  | Міхай Лантош     |     |
| ЗХ               | 5  | Йожеф Божик      | 71' |
| ПЗ               | 6  | Йожеф Закаріаш   |     |
| НП               | 7  | Йожеф Тот        |     |
| НП               | 8  | Шандор Кочиш     |     |
| НП               | 9  | Нандор Хідегкуті |     |
| НП               | 11 | Золтан Цибор     |     |
| НП               | 20 | Міхай Тот        |     |
| Головний тренер: |    |                  |     |
| Густав Шебеш     |    |                  |     |

| ВР               | 1  | Кастільйо     |     |
| ЗХ               | 2  | Джалма Сантус |     |
| ЗХ               | 3  | Нілтон Сантус | 71' |
| ЗХ               | 4  | Бранданзіньйо |     |
| ПЗ               | 5  | Піньєйро      |     |
| ПЗ               | 6  | Бауер         |     |
| НП               | 7  | Жуліньйо      |     |
| НП               | 8  | Діді          |     |
| НП               | 9  | Балтазар      |     |
| НП               | 17 | Мауро Рафаел  |     |
| НП               | 18 | Умберто       | 79' |
| Головний тренер: |    |               |     |
| Зезе Морейра     |    |               |     |

### Півфінали

#### ФРН — Австрія
| 30 червня 1954 18:00 CET |

| ФРН                                                                        | 6–1      | Австрія    |
| -------------------------------------------------------------------------- | -------- | ---------- |
| Шефер 31' Морлок 47' Ф. Вальтер 54' (пен.), 64' (пен.) О. Вальтер 61', 89' | Протокол | Пробст 51' |

| Санкт-Якоб, Базель Глядачів: 58,000 Арбітр: Вінченцо Орландіні (Італія) |

#### Угорщина — Уругвай
| 30 червня 1954 18:00 (CET) |

| Угорщина                                 | 4–2      | Уругвай          |
| ---------------------------------------- | -------- | ---------------- |
| Цибор 13' Хідегкуті 46' Кочиш 111', 116' | Протокол | Гогберг 75', 86' |

| Стад Олімпік де ла Понтез, Лозанна Глядачів: 45,000 Арбітр: Бенджамін Гріффітс (Уельс) |

### Матч за третє місце
| 3 липня 1954 17:00 (CET) |

| Австрія                                      | 3–1      | Уругвай     |
| -------------------------------------------- | -------- | ----------- |
| Стояспал 16' (пен.) Крус 59' (аг) Оцвірк 89' | Протокол | Гогберг 22' |

| Гардтурм, Цюрих Глядачів: 32,000 Арбітр: Раймон Вісслінг (Швейцарія) |

## Фінал
| 4 липня 1954 17:00 (CET) |

| ФРН                     | 3—2        | Угорщина           |
| ----------------------- | ---------- | ------------------ |
| Морлок 10' Ран 18', 84' | (Протокол) | 6' Пушкаш 8' Цибор |

| Ванкдорф, Берн Глядачів: 62 500 Арбітр: Вільям Лінґ |

## Бомбардири
Найкращим бомбардиром турніру з великим відривом став угорець Шандор Кочиш, який став автором неймовірних одинадцяти голів у п'яти матчах. Загалом команди-учасниці відзначилися 140 голами (включаючи чотири автоголи), авторами яких ставали 63 гравців.
11 голів
| - Шандор Кочиш |

6 голів
| - Еріх Пробст | - Йозеф Гюгі | - Макс Морлок |

4 голи
| - Нандор Хідегкуті - Ференц Пушкаш - Робер Балламан | - Карлос Борхес - Гельмут Ран - Ганс Шефер | - Оттмар Вальтер |

3 голи
| - Ернст Стояспал - Теодор Вагнер - Леопольд Ануль - Нет Лофтгаус | - Золтан Цибор - Бурхан Саргин - Суат Мамат - Хуан Гогберг | - Оскар Мігес - Фріц Вальтер |

2 голи
| - Роберт Кернер - Ернст Оцвірк - Діді - Жуліньйо | - Пінга - Айвор Бродіс - Міхай Лантош - Петер Палоташ | - Лефтер Кючюкандоньядіс - Хуліо Аббаді - Хуан-Альберто Скьяффіно |

1 гол
| - Анрі Коппенс - Балтазар - Джалма Сантус - Том Фінні - Джиммі Маллен - Денніс Вілшо - Раймон Копа - Жан Венсан - Йожеф Тот | - Джамп'єро Боніперті - Амлето Фріньяні - Карло Галлі - Беніто Лоренці - Фульвіо Несті - Еджисто Пандольфіні - Томас Балькасар - Хосе Ламадрід - Жак Фаттон | - Мустафа Ертан - Ерол Кескін - Хав'єр Амбройс - Обдуліо Варела - Ріхард Геррманн - Бернгард Клодт - Альфред Пфафф - Милош Милутинович - Бранко Зебець |

1 автогол
| - Джиммі Дікінсон (у грі проти Бельгії) - Рауль Карденас (у грі проти Франції) | - Луїс Крус (у грі проти Австрії) | - Івиця Хорват (у грі проти ФРН) |